# 終身保険
終身保険（しゅうしんほけん）とは、生命保険のうち契約期間の終了がないものをいう。

## 概要
生命保険には初め定期保険・養老保険のみが存在したが、平均寿命が伸びるに連れ、何れも老後を迎える前に保険期間の満了が来てしまう事が問題となった。その欠点を補うために販売されるようになった保険が終身保険である。
人は必ず死亡するため、保険料のうち一定割合は、将来の保険金支払のために積み立てられることになる。そのため保険料は定期保険よりも割高となるが、定期保険と比較して貯蓄性を有し、解約した場合は返戻金があることが多い。したがって保険料の払い込み終了時に保険を解約し、年金保険や医療保険、介護保険に切り替える事も可能である。
ただし貯蓄性だけに注目すると、その収益率は決して高くない。特に短期間で解約したときの払戻金は払込済みの保険料を大幅に下回り、2015年の例では、40歳男性が月額保険料23,000円弱の終身保険を購入後65歳まで待って解約したときの払戻金は払込済みの保険料総額の111%（年利0.82%の月ごとの複利相当）だが、購入後1年で解約した場合は4万円足らず（払込済みの保険料約27万円の14%）、20年後でも74%と言う例がある。
保険料の支払いには、終身払い続ける終身払、例えば60歳までというように払込期間を決めた有期払、保険契約時に一度に全額を収める前納（全期前納払、一時払）がある。平均寿命の辺りまで生存した場合、支払う保険料総額は多くの場合で、終身払 ＞ 有期払 ＞ 前納払 となるが、加入してすぐ死亡した場合はその逆になる。
一時払の場合には加入後に保険会社の定める期間内（通常数年以内）に自殺した場合は、保険法51条1号により一時払いした掛け金全額を含め一切の支払いが行われないため、ある意味リスクの非常に高い保険とも言える。
なお保険金額が基本的に変動しないため、長期の物価上昇（インフレーション）の中ではその（保険金及び解約返戻金）価値が減少してしまうリスクも有する。

## バリエーション
終身保険は貯蓄性の面が高いため、保険会社が集めたお金をどれくらいの運用するかの指標である予定利率に保険料が大きく左右される。しかし、2001年7月以降の予定利率は有配当保険で1.5%という過去最低の水準（バブル景気の頃は5.5%あった）になっており、終身保険の保険料はその分高くなっている。
そのためいくつかの保険会社では、保険料を抑えようと新しいタイプの商品を出すようになった。有期払の商品で、保険料払込期間中の解約返戻金を低く抑える代わりに保険料を抑えたもの、予定利率を数年毎に見直し、上昇した場合は保険金額が増加するものなどである。
また、変額保険の終身型も解約返戻金額の保証がないものの、予定利率が定額型より高くなることや、インフレーションへ対応が可能になるという面から、ソニー生命保険などが広く販売している。
なお高齢者になると、健康状態の面から一般的に保険への加入が困難となるが、外資系生保のいくらかではそれらのものでも加入できる終身保険を設定し、販売している。しかしこれらの保険料は当然通常のものよりは高くなっており、高齢で加入してから十数年経つと、保険料の払込総額が保険金額を上回ってしまう。また加入から数年間は、保険金額が払込保険料総額に限定されるものが多い。

## 特約
終身保険は多くの保険会社において、定期保険を特約に据えた定期付終身保険として販売されている。アカウント型保険が登場するまでは、保険会社の主力商品であった。